# オンエア!
『オンエア!』は、株式会社colyより配信されたiOS/Android用ゲームアプリ。2018年8月16日サービス開始。基本プレイ無料（アイテム課金制）。公式ジャンルはスター声優育成アプリ。
2020年10月30日をもってオンラインサービスを終了し、サービス終了後に一部機能のみに制限したアプリが公開された（2022年1月31日公開終了）。その後は舞台『ジュエルステージ「オンエア！」』や、ドラマCDとしてメディア展開が行われている。
2024年7月26日には、Nintendo Switch用ソフト『オンエア！for Nintendo Switch』が発売。新規シナリオや新規ボイスの追加のほか、画面上の声優に触れてコミュニケーションをとり親愛度をあげることができる「手のひら」ボタンが実装された。Nintendo Switch版の制作にあたりソレオスでのクラウドファンディングが2023年7月19日から8月31日の期間に実施され、1500万円の目標額を大きく上回る1億1791万6150円の資金が集まった。ソレオスで支援額が1億円を超えたのはこれが初となる。

## ストーリー
プレイヤーは声優育成の名門「宝石が丘学園」で《たった一人の女子生徒》兼《特待生》となり、全寮制の学園生活を送りながらスター声優として羽ばたくことを夢見る30人の声優の卵たちを導いていく。

## システム
ストーリーは「メインストーリー」「ユニットストーリー」「オフレコストーリー」に分かれており、すべてフルボイス。「メインストーリー」は「インプロ」や「オーディション」などを行い、ユーザーランクを上げることによって解放される。また、ユーザーランクとは別に、各ユニットのオーディションを行ったり、スポットトークを読んだりすることにより上昇するユニットランクが存在し、これを上げることによって、各ユニットの結成秘話である「ユニットストーリー」を解放できる。さらに、各キャラクターカードには固有の「オフレコストーリー」が存在し、それぞれのカードの親密度を上げることによって解放可能。

## 登場人物
声はゲームやCDの担当声優、演は舞台の担当俳優。
メインキャラクターとして登場する30名は、dropのみ4人、ほかは5人一組でユニットを結成している。なお、講師の荒木冴はユニットに所属しない。

### MAISY
光城 新多(こうじょう あらた)
声 - 榎木淳弥 / 演 - きたつとむ
身長：170cm / 体重：52kg / 誕生日：1月1日 / 血液型 O型 / 所属学年・クラス：2-C / 部屋：C-303 / 部活：家庭科部 / モチーフ宝石：テクタイト
「宝石が丘の元気印」。常に元気いっぱい。周りから太陽と称されることが多い。
森重 優那(もりしげ ゆうな)
声 - 畠中祐 / 演 - 嶋崎裕道
身長：177cm / 体重：59kg /  誕生日：12月1日 / 血液型 A型 / 所属学年・クラス：3-C / 部屋：C-303 / 部活：パソコン部 / モチーフ宝石：オパール
「希代の編入生」。劇団出身の実力派。強烈なトラウマ持ち。
愛澤 心(あいざわ しん)
声 - 赤羽根健治 / 演 - 大見洋太
身長：158cm / 体重：45kg / 誕生日：6月12日 / 血液型 A型 / 所属学年・クラス：2-L / 部屋：L-301 / 部活：茶道部 / モチーフ宝石：ロードクロサイト
「純情ヤンキー」。少女漫画が大好き。言葉遣いが昭和っぽい。
黒曜 護(こくよう まもる)
声 - 広瀬裕也 / 演 - 結城伽寿也
身長：171cm / 体重：54kg / 誕生日：5月30日 / 血液型 A型 / 所属学年・クラス：2-L / 部屋：L-301 / 部活：ブラスバンド部 / モチーフ宝石：オプシディアン
「澄み切ったオーラ」。占いなどのスピリチュアルなことが得意。病院のベッドの温め担当。
神谷 祈(かみや いのり)
声 - 濱野大輝 / 演 - 藤希宙
身長：172cm / 体重：53kg / 誕生日：1月27日 / 血液型 O型 / 所属学年・クラス：2-C / 部屋：C-208 / 部活：サッカー部 / モチーフ宝石：モルダバイト
「運命の相手！？」。おまじないが好き。よく人に噛みつくためガミと呼ばれる。

### Prid's
輝崎 千紘(きさき ちひろ)
声 - 佐藤拓也 / 演 - 今井俊斗
身長：174cm / 体重：56kg / 誕生日：4月22日 / 血液型：A型 / 所属学年・クラス：2-C / 部屋：C-304 / 部活：茶道部 / モチーフ宝石：ダイヤモンド
「トップオブトップ」。宝石が丘の生徒の中で一番の実力派。輝崎蛍の双子の弟。
一色 葵(いっしき あおい)
声 - 益山武明 / 演 - 野島大貴
身長：176cm / 体重：58kg /  誕生日：2月17日 / 血液型：AB型 / 所属学年・クラス：3-L / 部屋：L-205 / 部活：パソコン部 / モチーフ宝石：ブルーダイヤモンド
「クールなNo.2」。あだ名は「ツンドラ頑固ロン毛」。鍛錬を怠らない。
櫻井 百瀬(さくらい ももせ)
声 - 木村良平 / 演 - 松井健太
身長：178cm / 体重：57kg / 誕生日：3月27日 / 血液型：B型 / 所属学年・クラス：3-L / 部屋：L-202 / 部活：茶道部 / モチーフ宝石：ピンクダイヤモンド
「女の子の味方」。女の子が大好き。校外に「櫻井百瀬の不特定彼女」がたくさんいる。
吉條 七緒(きちじょう ななお)
声 - 石井マーク→梶原岳人（2020年7月22日以降） / 演 - 北乃颯希
身長：168cm / 体重：54kg / 誕生日：10月31日 / 血液型：B型 / 所属学年・クラス：1-C / 部屋：C-304 / 部活：囲碁部 / モチーフ宝石：イエローダイヤモンド
「ちゃっかりルーキー」。中等部のときから輝崎千紘にくっついている。人懐っこい天才型。
輝崎 蛍(きさき ほたる)
声 - 豊永利行 / 演 - 阿部冬夜
身長：170cm / 体重：52kg / 誕生日：4月22日 / 血液型：B型 / 所属学年・クラス：2-L / 部屋：L-202 / 部活：野球部 / モチーフ宝石：キュービック・ジルコニア
「ホンモノに憧れる」。輝崎千紘の双子の兄。「千紘の完コピ」「弟の劣化版」などと言われていた。

### Hot-Blood
雅野 椿(みやびの つばき)
声 - 永塚拓馬 / 演 - 三原大樹
身長：164cm / 体重：50kg / 誕生日：12月12日 / 血液型：A型 / 所属学年・クラス：2-L / 部屋：L-307 / 部活：野球部 / モチーフ宝石：ルビー
「ツンデレプリンセス」。名門の家柄。本人はプリンセスや姫と呼ばれることを嫌がる。
加賀谷 蓮(かがや れん)
声 - 小野友樹 / 演 - 野口友輔
身長：176cm / 体重：59kg / 誕生日：11月9日 / 血液型：O型 / 所属学年・クラス：3-L / 部屋：L-302 / 部活：サッカー部 / モチーフ宝石：ガーネット
「炎上上等」。SNSで炎上騒ぎを起こすが自分で鎮火できる範囲まで。Prid'sの櫻井百瀬は天敵。
鳥羽 霞(とば かすみ)
声 - 松岡禎丞 / 演 - 戸舘大河
身長：170cm / 体重：53kg / 誕生日：10月15日 / 血液型：AB型 / 所属学年・クラス：2-L / 部屋：L-307 / 部活：美術部 / モチーフ宝石：トパーズ
「冴えるツッコミ！」。器用貧乏でよくモブ呼ばわりされる。みんなのお母さん的存在。
橘 央太(たちばな おうた)
声 - 小野賢章 / 演 - 吉田拓也
身長：175cm / 体重：59kg / 誕生日：2月22日 / 血液型：AB型 / 所属学年・クラス：1-L / 部屋：L-204 / 部活：囲碁部 / モチーフ宝石：キャッツアイ
「気ままなキャット」。猫のように自由でマイペース。言動がうるさいとよく注意されている。
藤間 鈴(とうま りん)
声 - 三浦祥朗 / 演 - 阿部大地
身長：167cm / 体重：55kg / 誕生日：12月6日 / 血液型 B型 / 所属学年・クラス：2-L / 部屋：L-204 / 部活：サッカー部 / モチーフ宝石：トルマリン
「漆黒の紳士」。拗らせた厨二病紳士。レジェンドと呼ばれる有名声優に憧れている。

### Re:Fly
青柳 帝(あおやぎ みかど)
声 - 石谷春貴 / 演 - 長塚拓海
身長：178cm / 体重：63kg / 誕生日：8月2日 / 血液型 B型 / 所属学年・クラス：3-L / 部屋：L-208 / 部活：囲碁部 / モチーフ宝石：サファイア
「変態紳士！？」。バイトをかけ持ちしているドケチ。1年次に暴力沙汰で留年している。
夜来 立夏(やらい りっか)
声 - 石川界人 / 演 - 飯塚智基（現名は柊木智貴）
身長：180cm / 体重：61kg / 誕生日：6月6日 / 血液型 O型 / 所属学年・クラス：3-C / 部屋：C-302 / 部活：ボランティア部 / モチーフ宝石：ラピスラズリ
「ダジャレの達人」。しっかり者の兄貴肌。実際に雨知祭利の兄。
浮間 志朗(うきま しろう)
声 - 千葉翔也 / 演 - 宮内伊織
身長：171cm / 体重：54kg / 誕生日：7月3日 / 血液型 O型 / 所属学年・クラス：2-L / 部屋：L-303 / 部活：ブラスバンド部 / モチーフ宝石：フローライト
「イマドキ男子」。SNSに依存している。中等部2年で宝石が丘に編入した。
辺見 宙(へんみ そら)
声 - 逢坂良太 / 演 - 小椋涼介
身長：169cm / 体重：50kg / 誕生日：4月12日 / 血液型 AB型 / 所属学年・クラス：2-L / 部屋：L-303 / 部活：天体部 / モチーフ宝石：ムーンストーン
「ぼんやり天体観測」。天橋幸弥に強い憧れを抱いている。保育園時代の将来の夢は宇宙飛行士。
天橋 幸弥(コスモ)(あまはし ゆきや(こすも))
声 - 深町寿成 / 演 - 吉澤翼
身長：182cm / 体重：63kg /  誕生日：9月12日 / 血液型 不明 / 所属学年・クラス：3-L / 部屋：L-208 / 部活：帰宅部 / モチーフ宝石：クリスタル
「ミステリアスな先輩」。年齢不詳の宇宙人。裏表の顔を使い分ける。

### エメ☆カレ
雛瀬 碧鳥(ひなせ みどり)
声 - 古川慎 / 演 - 白石康介
身長：173cm / 体重：55kg / 誕生日：5月4日 / 血液型 B型 / 所属学年・クラス：2-C / 部屋：C-301 / 部活：野球部 / モチーフ宝石：エメラルド
「ギャップ王子」。中性的な見た目に反して低い声を持つ。ギャップにコンプレックスを感じている。
見明 佐和(みあけ さわ)
声 - 興津和幸 / 演 - 正木郁
身長：178cm / 体重：57kg /  誕生日：10月1日 / 血液型 O型 / 所属学年・クラス：3-C / 部屋：C-204 / 部活：ボランティア部 / モチーフ宝石：アクアマリン
「みんなのお兄ちゃん」。宝石が丘生には珍しい寛容派。なぜ入学できたのか不思議なレベルで大根役者。
小野屋 あずき(おのや あずき)
声 - 堀江瞬 / 演 - 大友至恩
身長：150cm / 体重：41kg /  誕生日：6月16日 / 血液型 A型 / 所属学年・クラス：中等部2年 / 部屋：C-201 / 部活：中学柔道部 / モチーフ宝石：レッドベリル
「誇り高き騎士」。自身を騎士(ナイト)と称し筆談で会話する。話し言葉はおじいちゃんリスペクト。
天神 陽人(てんじん はると)
声 - 仲村宗悟 / 演 - 大久保樹
身長：170cm / 体重：55kg /  誕生日：7月25日 / 血液型 O型 / 所属学年・クラス：2-C / 部屋：C-204 / 部活：ボランティア部 / モチーフ宝石：ヘリオドール
「ゴージャスパレード」。日本有数の資産家の息子。カネとコネに物を言わせて周りを驚かせる。
冠 嵐真(かんむり らんま)
声 - 廣瀬大介 / 演 - 安部瞬
身長：170cm / 体重：52kg /  誕生日：11月22日 / 血液型 O型 / 所属学年・クラス：1-C / 部屋：C-201 / 部活：天体部 / モチーフ宝石：ペリドット
「ビバ2次元www」。ネットスラングを多用する重度のオタク。有名声優のＭＡＳＡに憧れている。

### drop
橋倉 杏(はしくら あん)
声 - 代永翼 / 演 - 坂下陽春
身長：175cm / 体重：60kg /  誕生日：8月8日 / 血液型 O型 / 所属学年・クラス：2-C / 部屋：C-205 / 部活：美術部 / モチーフ宝石：アンバー
「森の妖精？」。木や森が大好きでよく山ごもりをしている。マイペースすぎて退学を勧告される。
白雪 零(しらゆき れい)
声 - 平川大輔 / 演 - 赤間頼依
身長：178cm / 体重：56kg /  誕生日：7月11日 / 血液型 B型 / 所属学年・クラス：2-C / 部屋：C-205 / 部活：帰宅部 / モチーフ宝石：パール
「儚げ美少年」。よく頼み事をされて引き受けている。口癖は「困っている時はお互い様ですから」。
雨知 祭利(あまち さいり)
声 - 阿部敦 / 演 - 北原十希明
身長：165cm / 体重：53kg /  誕生日：3月6日 / 血液型 O型 / 所属学年・クラス：中等部3年 / 部屋：C-302 / 部活：中学柔道部 / モチーフ宝石：ユーファストーン
「泣き虫中学生」。小さなきっかけですぐに泣き出す。両親が離婚して名字が違うが夜来立夏は兄。
美和 巴(みわ ともえ)
声 - 上村祐翔 / 演 - 中三川歳輝
身長：161cm / 体重：52kg /  誕生日：9月23日 / 血液型 A型 / 所属学年・クラス：1-L / 部屋：L-305 / 部活：家庭科部 / モチーフ宝石：コーラル
「ふわふわ男の娘」。かわいい見た目に反して性格はサバサバしている。見明佐和と天神陽人がセコム的存在。

### 講師
荒木 冴(あれき さえ)
声 - 新垣樽助 / 演 - 川上将大
身長：177cm / 体重：58kg /  誕生日：3月14日 / 血液型 B型 / 所属学年・クラス：所属なし / 部屋：C-306 / 部活：家庭科部顧問 / モチーフ宝石：アレキサンドライト
「憧れの先生」。特待生(プレイヤー)に伝説のイベント「グラン・ユーフォリア」を復活させるよう特命を託す。「ダルい」が口癖の一見ダメな大人。

## 主題歌
Now On Air!
作詞 - 磯山佳江 、作曲 - 折倉俊則 / 歌 - 光城新多（榎木淳弥）、輝崎千紘（佐藤拓也）、雅野椿（永塚拓馬）、青柳帝（石谷春貴）、雛瀬碧鳥（古川慎）、橋倉杏（代永翼）

## スタッフ
- キャラクターデザイン原案：わんにゃんぷー[15]
- シナリオライター：西ナナヲ・藍田創・舘麻紀子・榎戸乃ばら・結望はるか[15]
- キャラクター設定・企画協力：藍田創[15]
- BGM：ノイジークローク（藤岡竜輔・佐藤聡）[16]

## 関連商品

### 公式ムック
- オンエア！ オフィシャルファンブック JEWEL BOX（2018年11月30日発売）ISBN 978-4-04-733366-6

### CD
- オンエア！シングルCD　「Now On Air！」（2018年11月21日発売）[17]
- 『オンエア！』Unit Episode CD vol.1 -MAISY&Hot-Blood-（2022年11月2日発売[5]）
- 『オンエア！』Unit Episode CD vol.2 -Prid's&drop-（2022年11月2日発売[5]）
- 『オンエア！』Unit Episode CD vol.3 -Re:Fly&エメ☆カレ-（2022年11月2日発売[5]）

### 音楽配信
- coly 2nd Original Sound Track Album : オンエア！（2020年8月31日発売）

## WEB番組
ゲームの配信より前に、WEB生配信番組として『オンエア!宝石が丘学園放送部』が、2018年3月30日よりYouTube、ニコニコ生放送、ペリスコープで配信。第2回の配信が同じ環境で同年7月12日、1周年を記念した配信がニコニコ生放送のみで2019年8月14日に配信。
その後、WEBラジオ番組『Radioオンエア!〜宝石が丘学園放送部〜』が、2019年10月5日から2020年3月28日にかけて文化放送エジソンにて配信。全26回。永塚拓馬と石谷春貴がパーソナリティを務めた。

## 舞台

### 公演リスト
ジュエルステージ「オンエア!」
2022年6月3日から12日まで東京ドームシティ シアターGロッソにて全14公演上演された。
ジュエルステージ「オンエア！」〜Unit Story side Prid's〜
2022年11月11日から27日までMixalive TOKYO Theater Mixaにて全22公演上演された。
ジュエルステージ「オンエア！」〜Unit Story side MAISY〜
2023年7月15日から8月5日まで品川プリンスホテル クラブeXにて全11公演上演された。
7月20日のみキャスト体調不良のため中止になった
ジュエルステージ「オンエア！」〜Unit Story side エメ☆カレ〜
2023年7月16日から8月6日まで品川プリンスホテル クラブeXにて全11公演上演された。
ジュエルステージ「オンエア！」〜Unit Story side Re:Fly〜
2023年7月17日から8月6日まで品川プリンスホテル クラブeXにて全11公演上演された。
ジュエルステージ「オンエア！」〜Unit Stories drop〜
2023年10月5日から29日までMixalive TOKYO 6F Theater Mixaにて全17公演上演された。
ジュエルステージ「オンエア！」〜Unit Stories Hot-Blood〜
2023年10月12日から29日までMixalive TOKYO 6F Theater Mixaにて全17公演上演された。

### スタッフ（舞台）
- 原作：「オンエア!」／coly
- 脚本・作詞：浅井さやか（One on One）
- 演出：伊藤マサミ（進戯団 夢命クラシックス）
- 音楽
  - 【初演】・【side Prid's】・【side Re:Fly】・【Hot-Blood】：伊真吾（OVERCOME MUSIC）
  - 【side MAISY】：Yu（vague）
  - 【side エメ☆カレ】：大石憲一郎
  - 【drop】：浅井さやか（One on One）
- 演出補佐：友花
- 編曲【drop】：大石憲一郎
- 振付：はこログ
- 美術：小林奈月
- 照明：大波多秀起
- 音響
  - 【初演】：増澤努
  - 【side Prid's】・【side MAISY】・【side エメ☆カレ】・【side Re:Fly】・【drop】・【Hot-Blood】：相川幸恵
- 映像：O-beron.inc
- 衣裳：川島加菜果（とわづくり）
- ヘアメイク
  - 【初演】・【side MAISY】・【side エメ☆カレ】・【side Re:Fly】・【drop】・【Hot-Blood】：柴崎尚子
  - 【side Prid's】：瀬戸口清香
- 特殊造形：林屋陽二
- 小道具：【side Prid's】：翁長聖菜
- 歌唱指導：都乃
- 演出助手：長谷川景
- 舞台監督
  - 【初演】：高部茂
  - 【side Prid's】・【side MAISY】・【side エメ☆カレ】・【side Re:Fly】・【drop】・【Hot-Blood】：横川奈保子
- 技術監督：寅川英司
- 宣伝美術：syla
- 宣伝写真：上村可織
- 制作：ネルケプランニング
- 協賛：【side MAISY】・【side エメ☆カレ】・【side Re:Fly】・【drop】・【Hot-Blood】：ローソンチケット
- 主催：ジュエルステージ「オンエア!」製作委員会